# Route nationale 131
Die Route nationale 131, kurz N 131 oder RN 131, war eine französische Nationalstraße.
Die Straße wurde 1824 zwischen Agen und Manciet festgelegt und geht auf die Route impériale 151 zurück. Die Länge betrug 74 Kilometer.
1973 wurde die Nationalstraße abgestuft. 1978 wurde die Südumgehung von Compiègne als N 131 bezeichnet. Diese wurde 2006 zur Départementsstraße 1131 abgestuft.
Ab 2004 wird ein Abschnitt der ursprünglichen Nationalstraße 131 südlich von Eauze als Teil des Itinéraire à Grand Gabarit als Nationalstraße 524 bezeichnet. Bei Agen ist die einstmalige Trasse durch den Flughafen Agen unterbrochen und auf einen östlicheren Verlauf verlegt worden.